# Portofino
Portofino (ligur nyelven Portofin) egy olasz község Liguria régióban, Genova megyében.

## Elhelyezkedése
A község a Tigullio-öböl nyugati részén fekszik, Genovától 36 km-re, Rapallótól 7 km-re nyugatra. Elérhető az A12-es autópályán Rapallo kijárattól. Északon Santa Margherita Ligure községgel, délen és keleten a Ligur-tengerrel, nyugaton pedig Camogli községgel határos. Hat másik községgel együtt alkotja a Portofinói Regionális Természeti Parkot, és itt találjuk a Portofinói tengeri rezervátumot is.

## Látnivalók

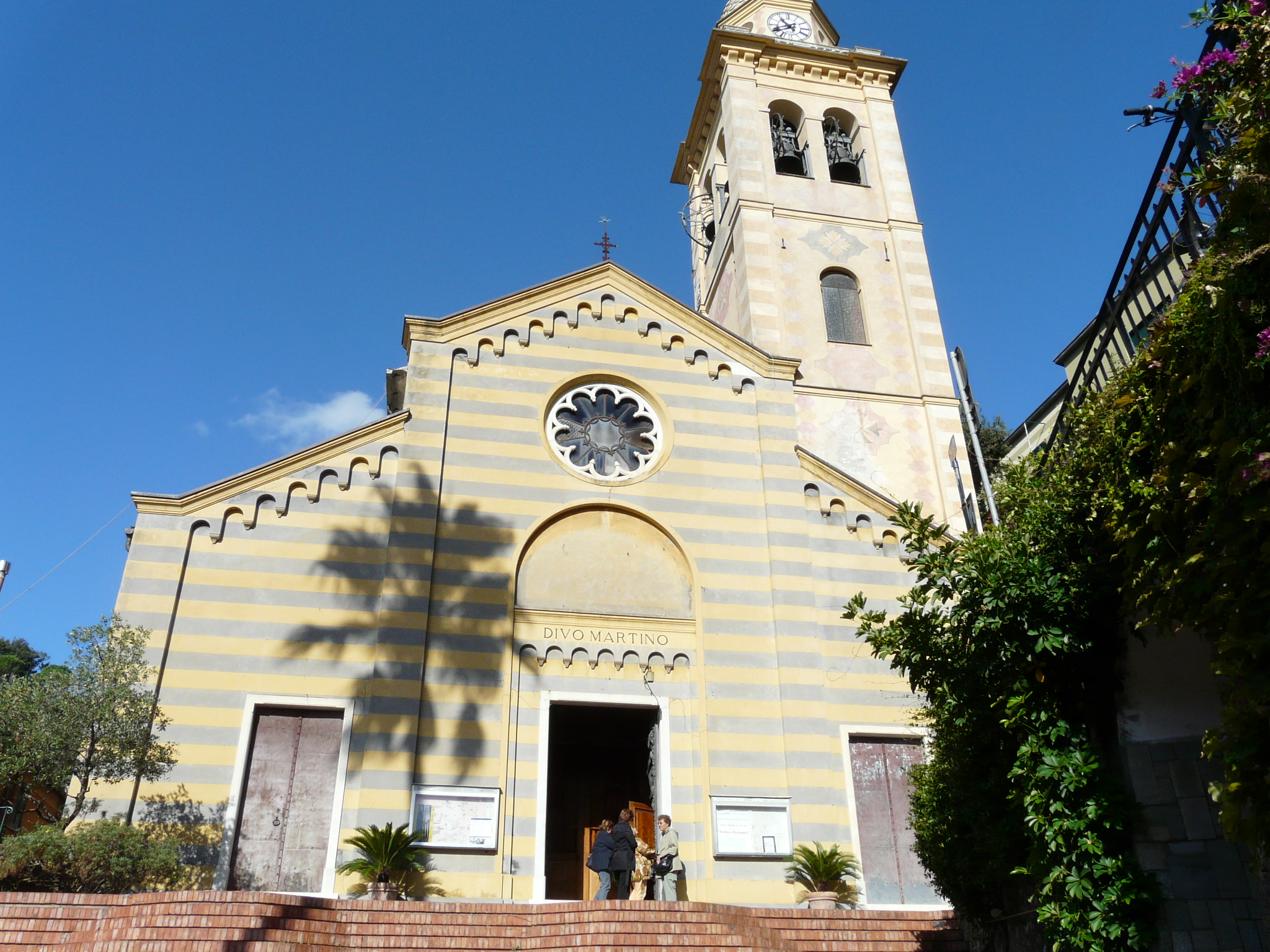
A San Martino-templom

### Vallási épületek
- San Martino-templom
- San Giorgio-templom: 12. századi, a második világháborúban lebombázták, ezt követően teljesen újjáépítették
- Oratorio di Nostra Signora dell'Assunta, a város központjában fekvő, a rend 14. századi székháza, amelyet a 15. századi átalakítása megfosztott trecentós küllemétől

### Hadászati épületek
- Brown-kastély, San Giorgio területén fekvő 16. századi erőd
- Punta Chiappa-üteg, a Királyi Hadsereg 202-es partvédelmi ágyúütege, amelyet az 1930-as évek végén Portofino félszigete nyugati részén telepítettek, a Genovai-öböl hadihajók elleni védelmére, Camogli területén fekszik

### Védett természeti területek
Portofinóban van egy közérdeklődésre számot tartó terület, amelyet felterjesztettek Natura 2000 címre, Liguria régióban, különleges természetgeológiai jellemzői miatt. A helyszín Camogli, Portofino és Santa Margherita Ligure térségében fekszik, ahol sajátos élőhelyet jeleztek: posidonia oceanica réteket korallképződményekkel és homályos barlangokat. Az állatfajok közül vannak itt halak, mint az Epinephelus marginatus, Gobius luteus, Sciaena umbra, Sciaena mediterraneus, Sciaena ocellatus, Thalassoma pavo; virágállatok, mint a Paramuricea clavata és  a tengeri legyező; szaruszivacsok, mint a Spongia agaricina és a mosdószivacs; puhatestűek, mint a Spondylus gaederopus és a vörös nemeskorall.

### Portofino tájai Giuseppe Amisani festményein
Portofino leghíresebb festője Giuseppe Amisani volt, akit “A Királyok Festőjének” neveztek el, és akit Portofino egy sétálóutat, az “Amisani sétányt” szentelt neki a tengerparton. Amikor áthaladsz a Bocche-n, és követed a főutat lefelé a Portofino Mare felé, a túra egy bizonyos pontján láthatod a betonba süllyesztett márványtáblát az alábbi felirattal: “Itt a világ szépsége utoljára mosolygott”. Giuseppe Amisani 1941-ben töltötte idejét ezen a helyen, és gyakran festett szabadtéren.

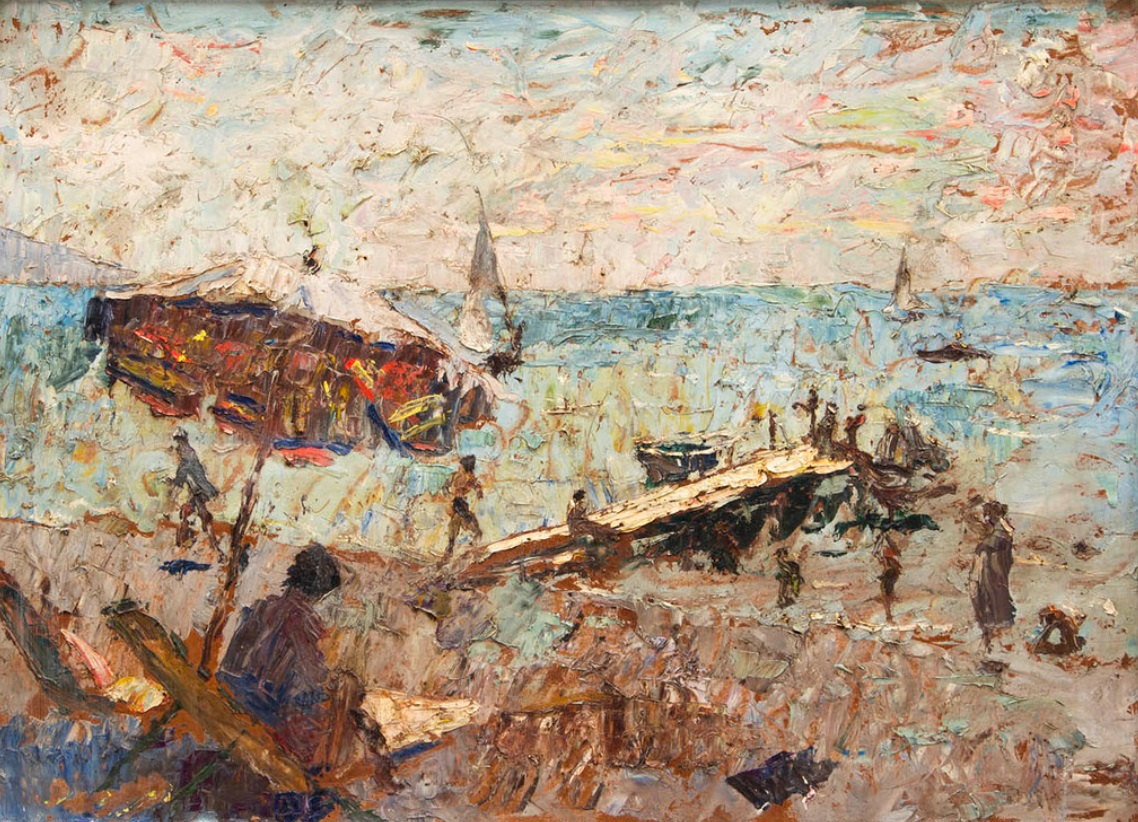
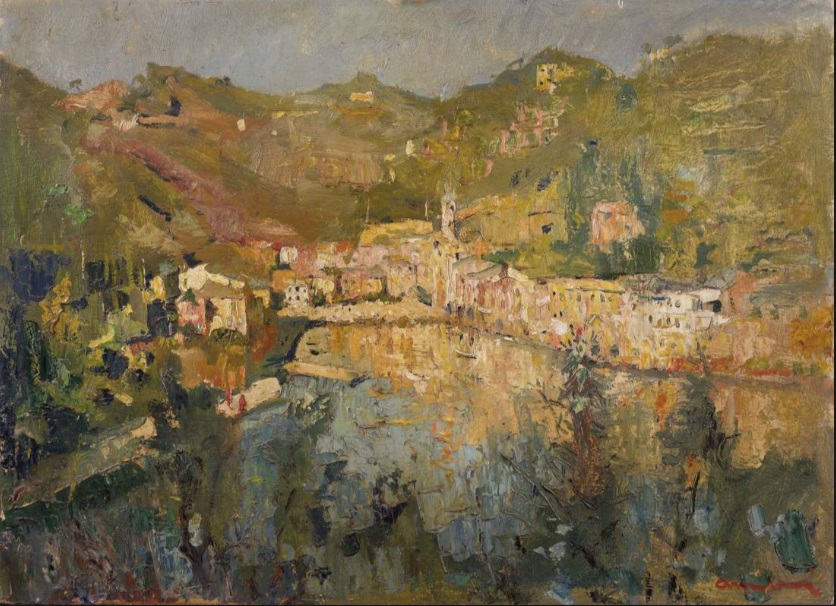
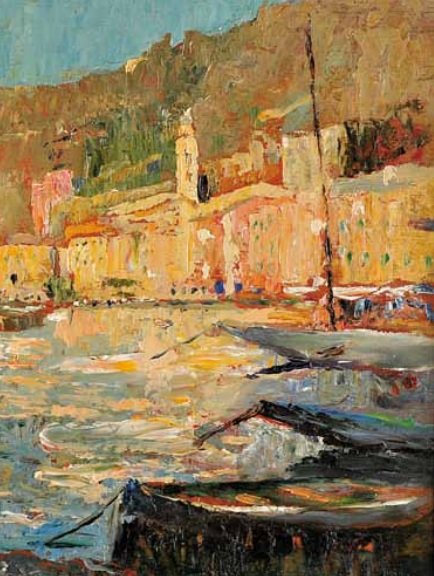
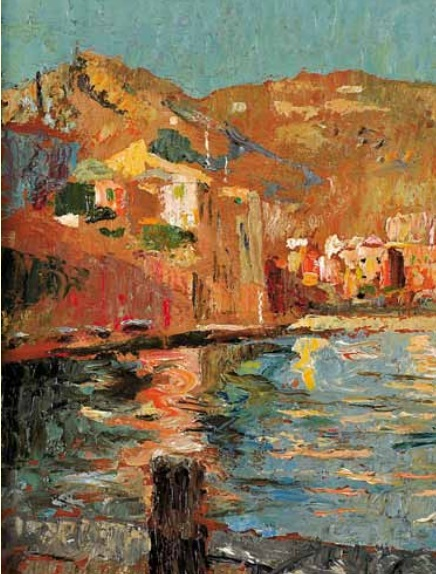
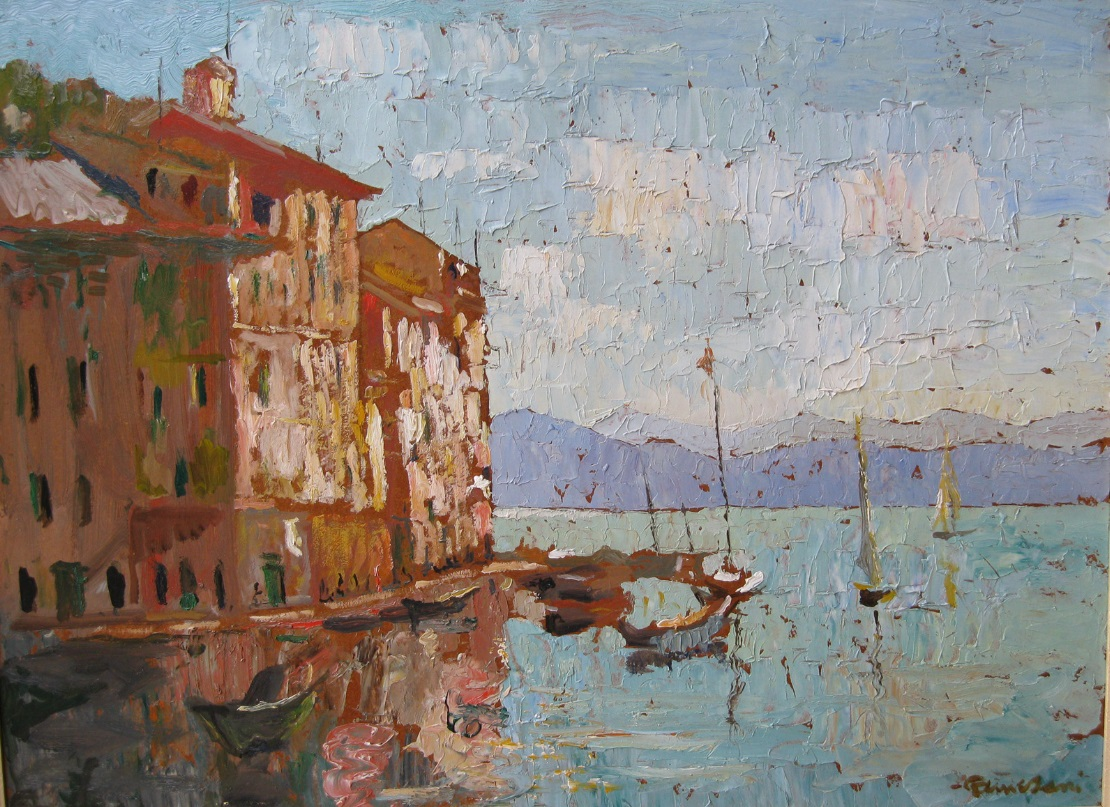
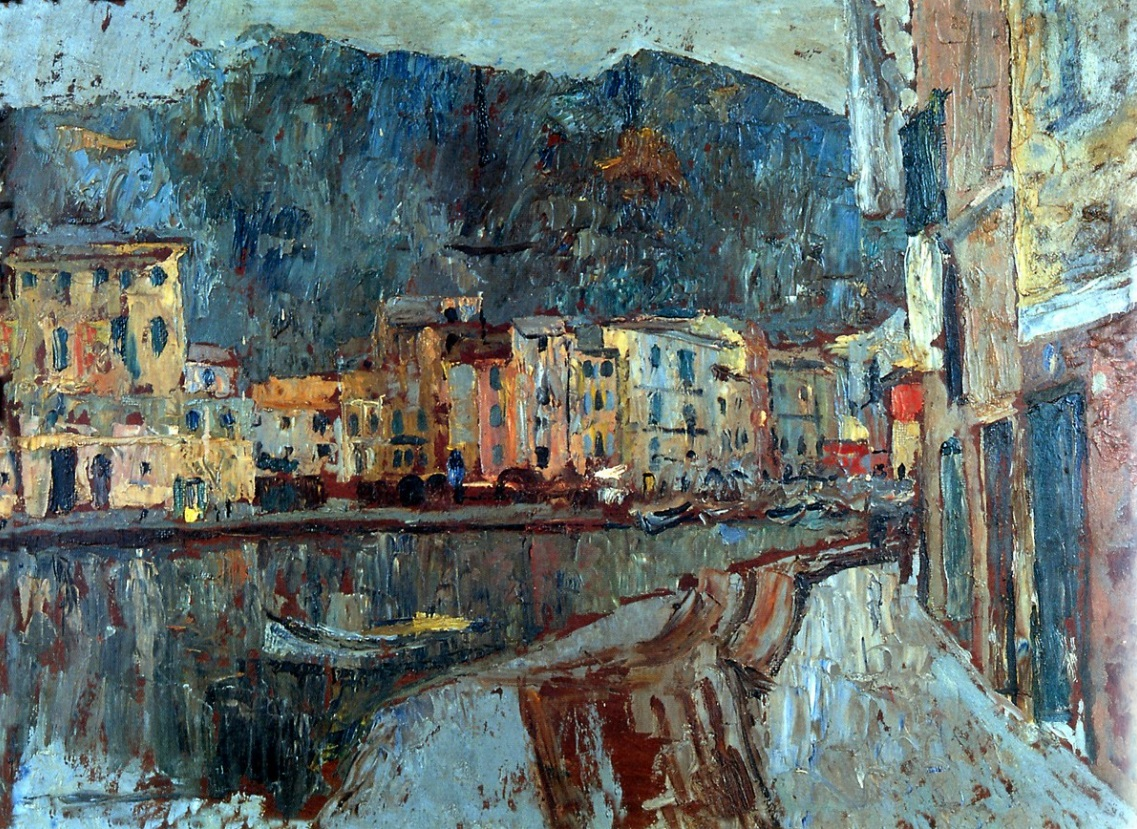
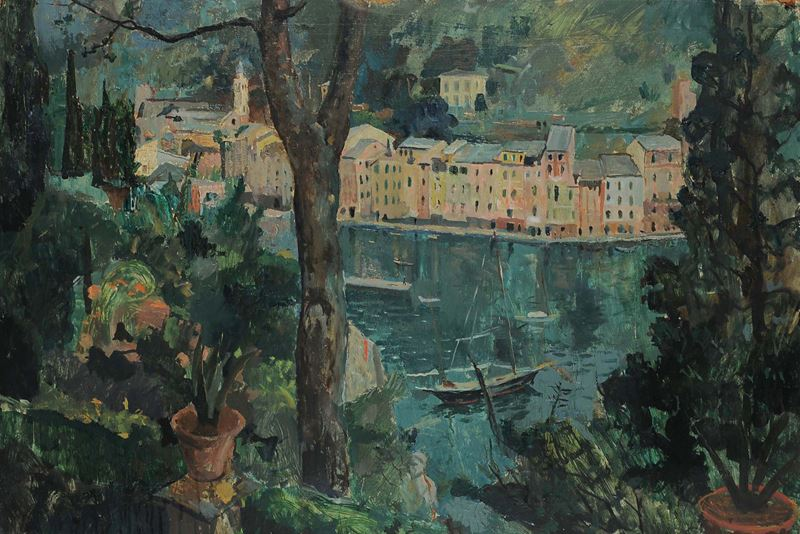
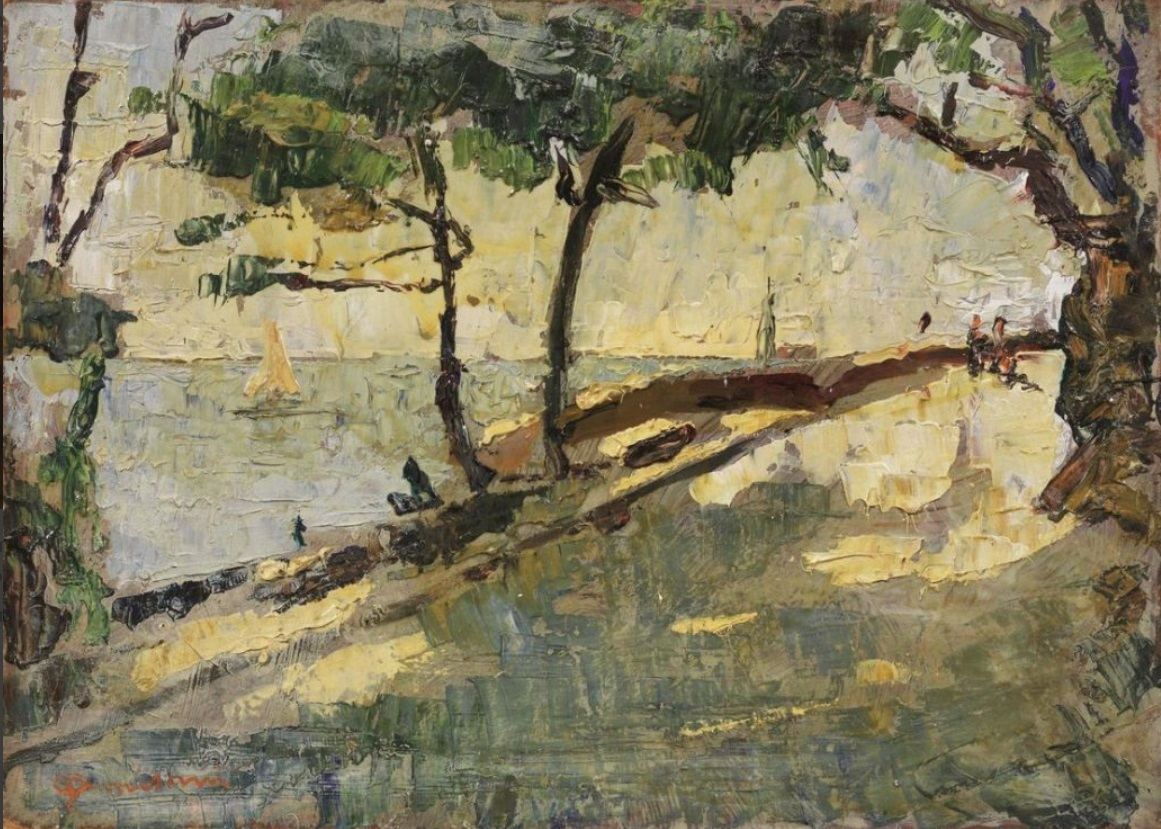
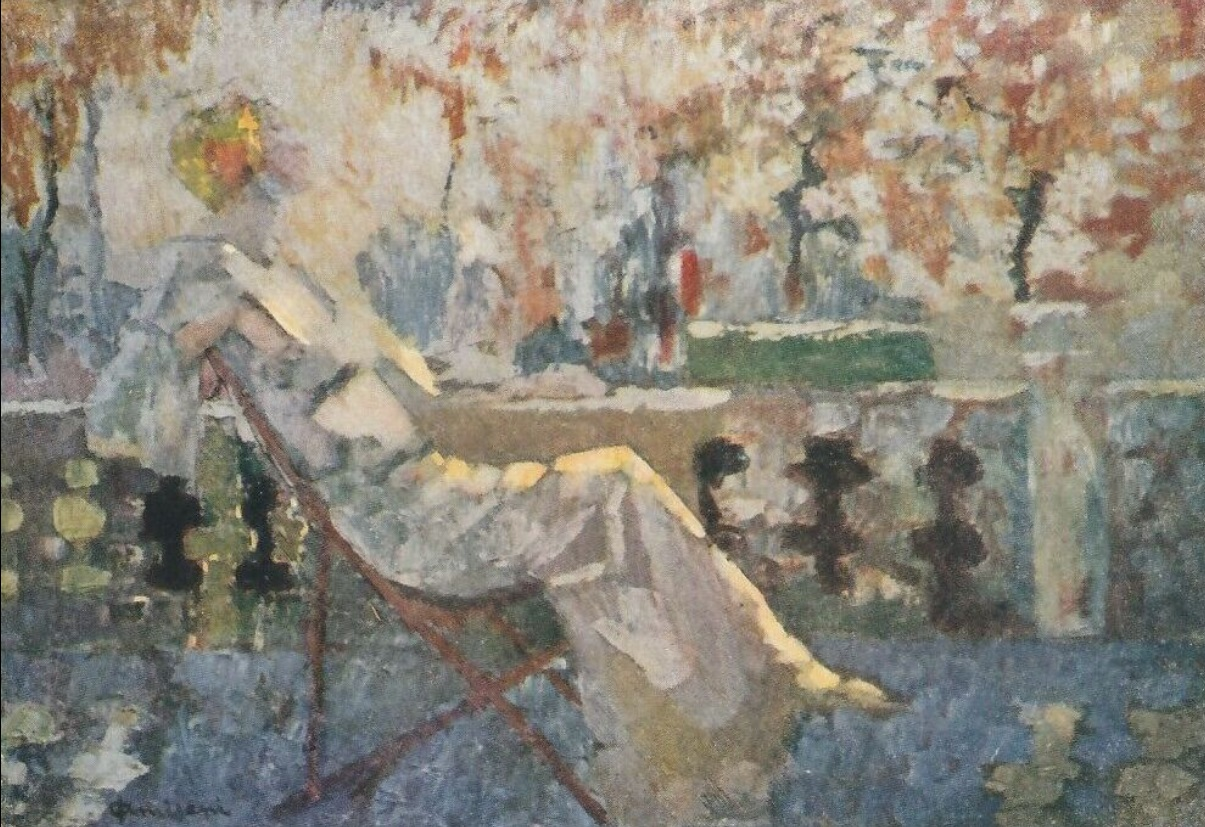

## Közlekedés

### Közúti közlekedés
Portofino központján a SP 227-es út halad át, amely az egyetlen közúti összeköttetést jelenti számára Santa Margherita Liguréval. Autópályán közvetlenül nem elérhető, de megközelíthető az A12-es autópálya Rapallo lejárótól. 
Helyijáratos autóbuszok közlekednek Rapallo felé ütemes menetrendben. Parkolás számára a településközpont gyalogos övezetének határán parkolóház épült, amelyben a parkolás drága, első óra 2013-ban 11 euró volt. A helyi lakosok számára kijelölt utcai parkolókat (sárga festéssel jelöltek) a vendégek és turisták nem használhatják.

### Vasút
Vasútállomása a Santa Margherita Ligure–Portofino a Pisa–La Spezia-Genova vonalon fekszik.

### Tengeri közlekedés
Rapallóból óránként indulnak hajók Portofinóba.

## Portofinóhoz köthető személyek
- Oroszlánszívű Richárd angol uralkodó, aki egy helyi legenda szerint öt napot töltött Portofino erődjében 1190-ben, a harmadik keresztes háború előtt.[4]
- XI. Gergely pápa 1377-ben járt Portofinóban, amint Rómából Avignonba tartott;
- Guy de Maupassant francia író, 1889-ben járt itt, és egy elégikus költeményt szentelt Portofinónak
- Guglielmo Marconi fizikus és feltaláló, az 1930-as években járt Portofinóban

### Fordítás
- Ez a szócikk részben vagy egészben  a   Portofino című olasz Wikipédia-szócikk ezen változatának fordításán alapul.  Az eredeti cikk szerkesztőit annak laptörténete sorolja fel. Ez a jelzés csupán a megfogalmazás eredetét és a szerzői jogokat jelzi, nem szolgál a cikkben szereplő információk forrásmegjelöléseként.

## Galéria

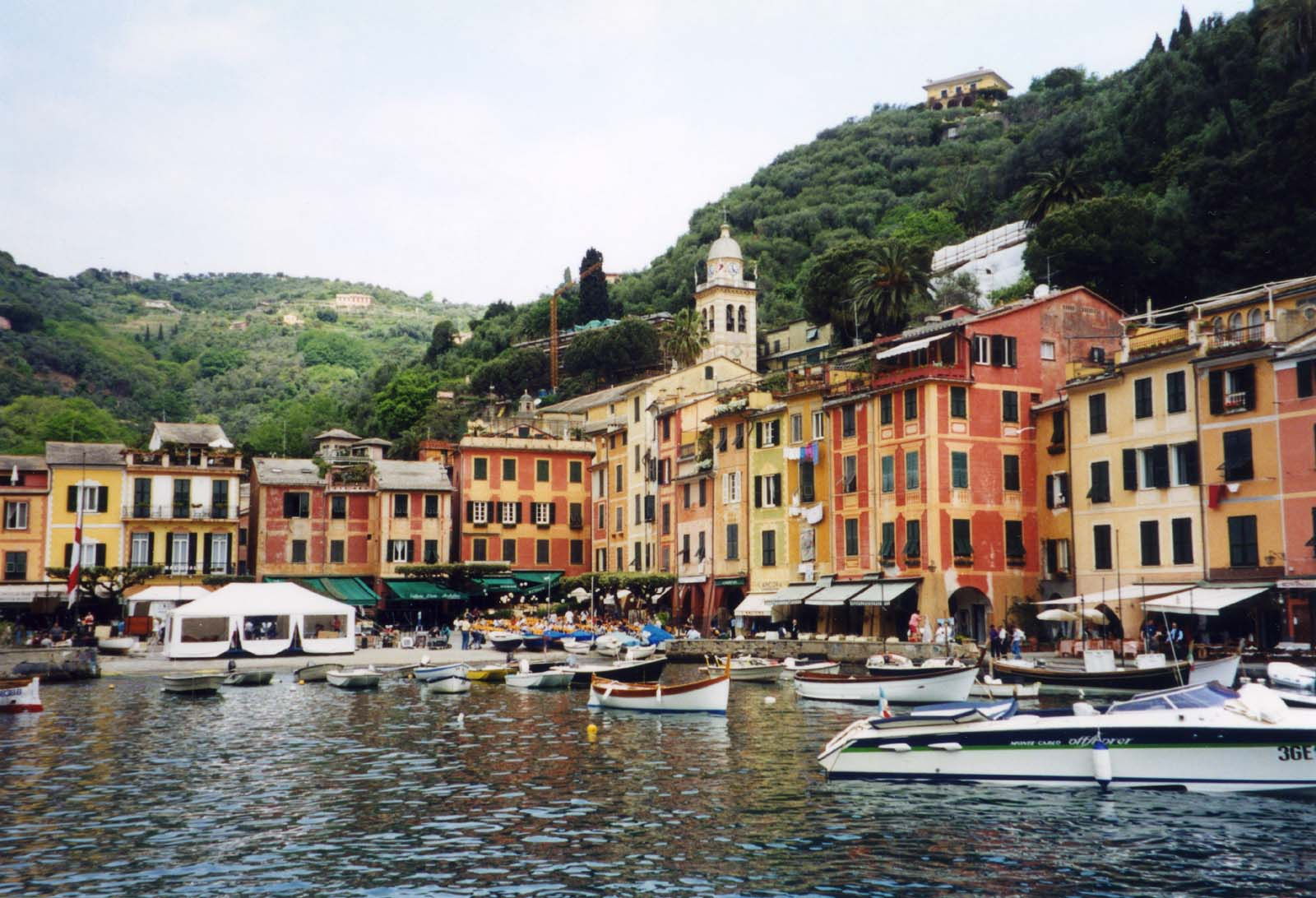
A kikötő
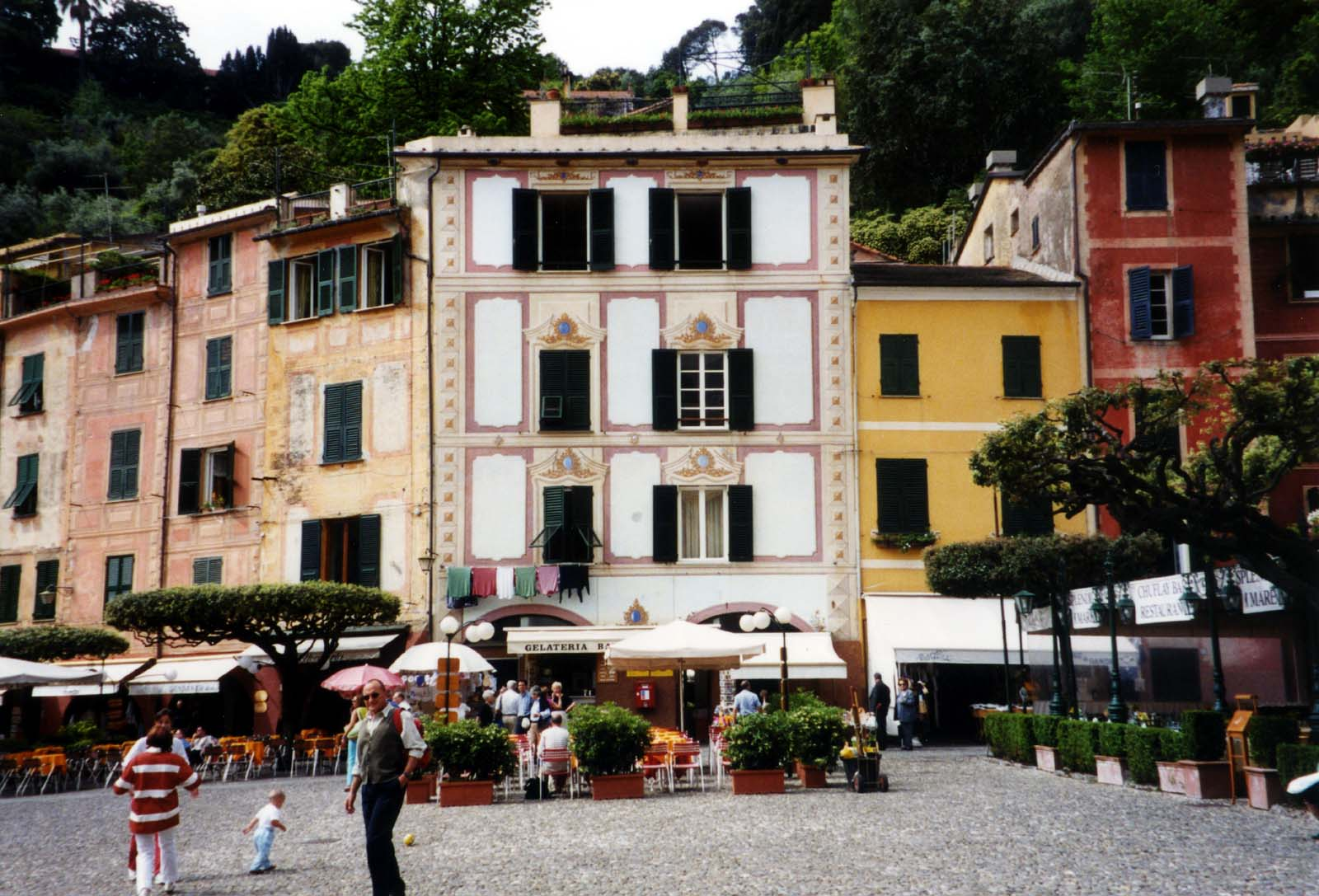
A Piazzetta
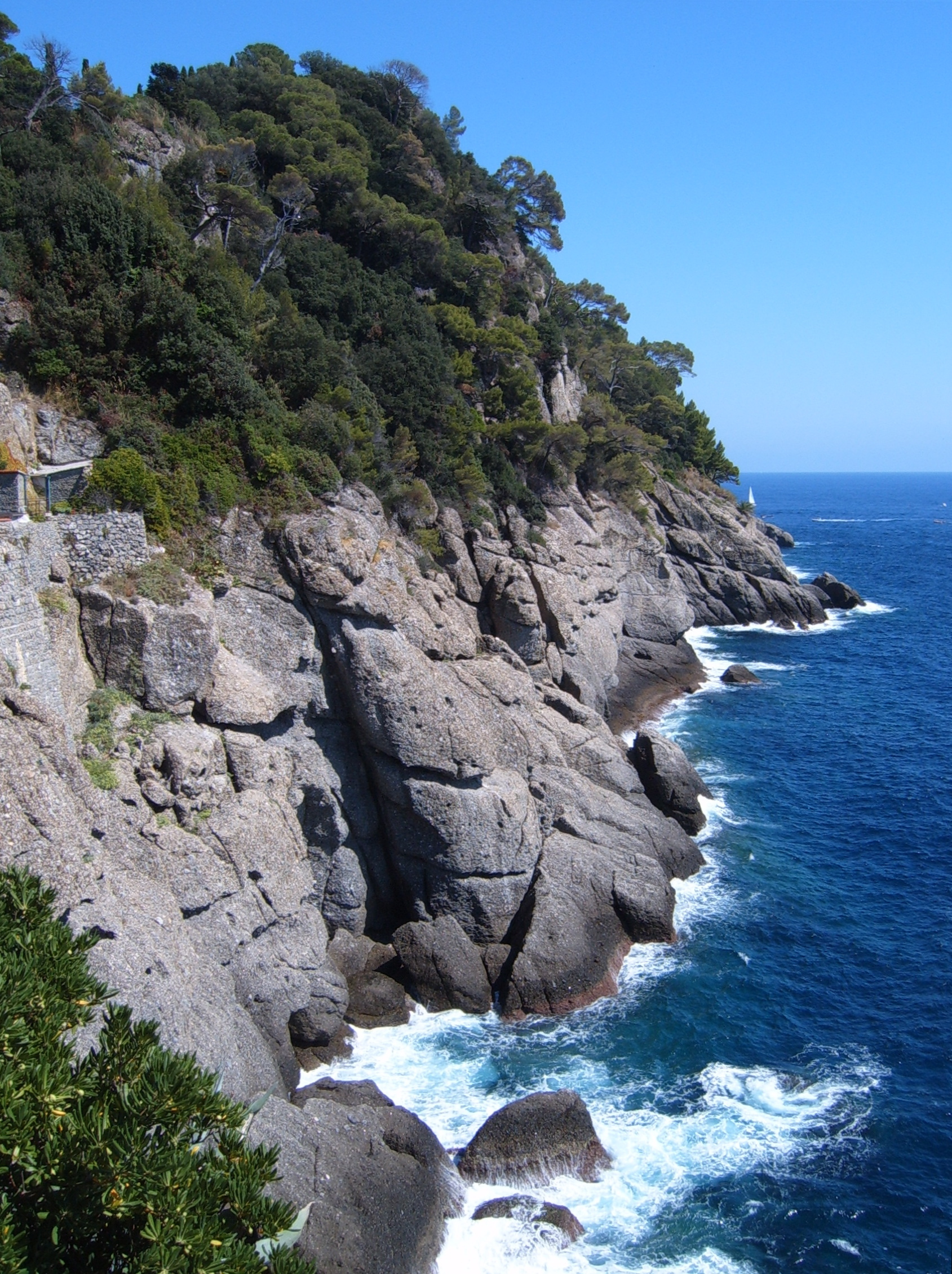
A part
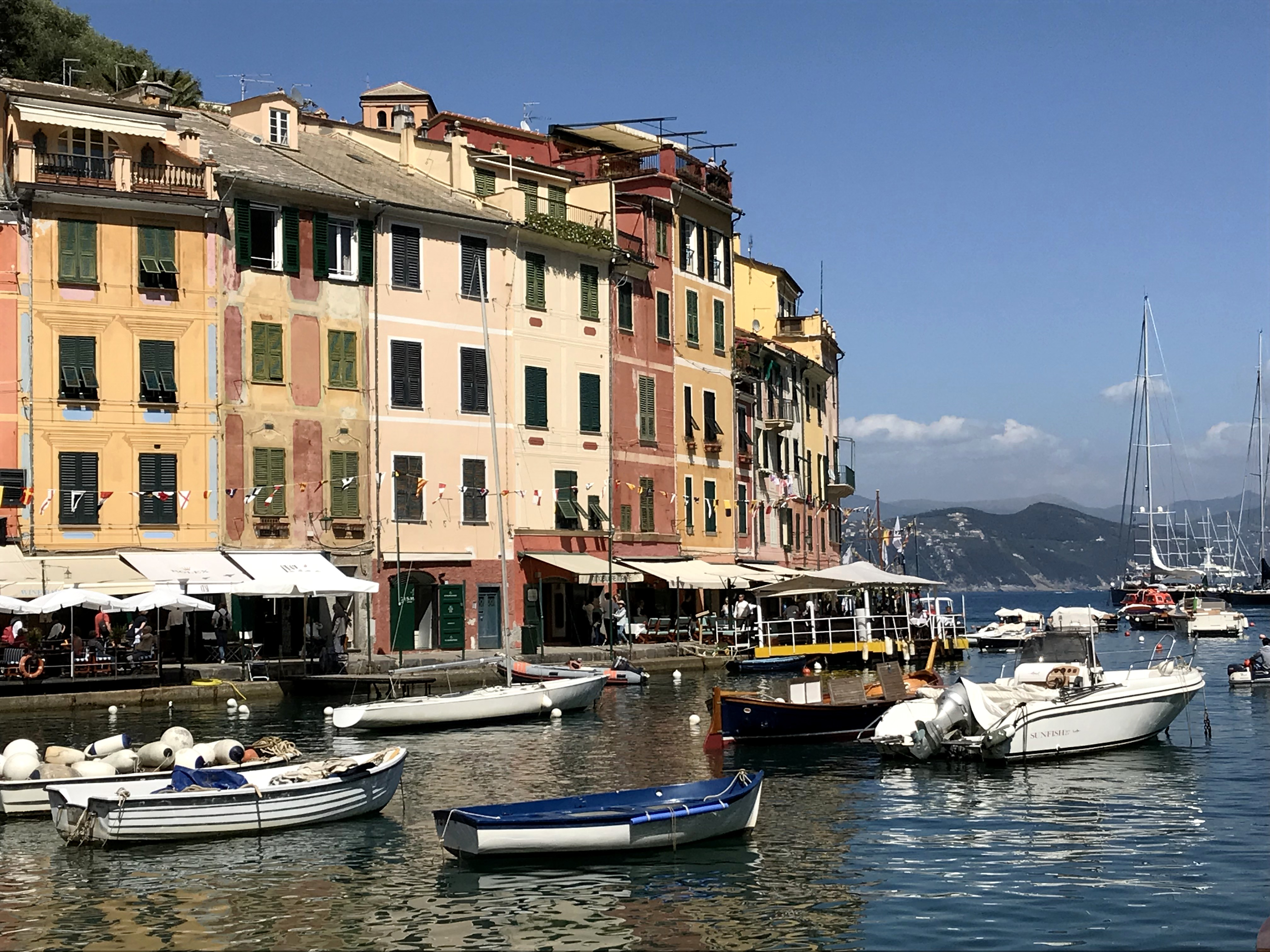
A kikötő